# Falcileptoneta ogatai
Espèce
Falcileptoneta ogatai est une espèce d'araignées aranéomorphes de la famille des Leptonetidae.

## Distribution
Cette espèce est endémique de Honshū au Japon. Elle se rencontre à Toyohashi et à Shinshiro dans la préfecture d'Aichi.

## Description
Le mâle holotype mesure 1,73 mm et la femelle paratype 1,63 mm.

## Étymologie
Cette espèce est nommée en l'honneur de Kiyoto Ogata.

## Publication originale
- Irie & Ono, 2007 : Two new species of the genus Falcileptoneta (Arachnida, Araneae, Leptonetidae) collected from Chûbu District, Honshu, Japan. Bulletin of the National Museum of Nature and Science, Tokyo, sér. A, vol. 33, p. 175-180 (texte original).